# Robert Mangold

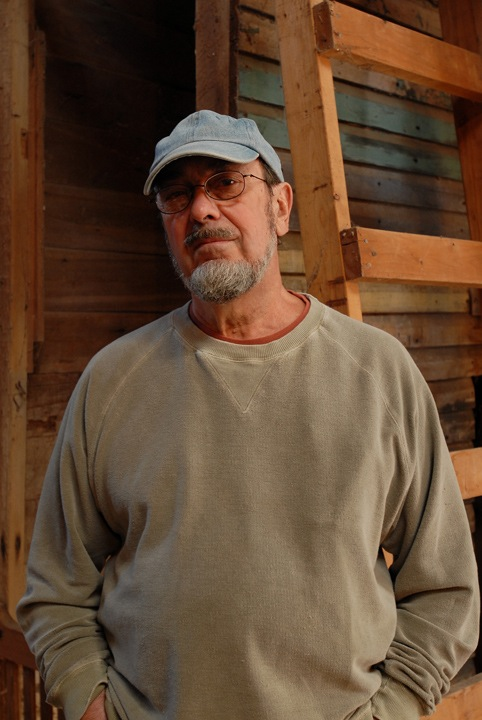
Robert Mangold

Robert Mangold (12 oktober 1937, North Tonawanda, New York State) is een Amerikaans kunstschilder die gerekend wordt tot het minimalisme. 

## Biografische schets
Al vroeg viel Mangolds tekentalent op. Hij wilde illustrator worden van tijdschriften naar het voorbeeld van Norman Rockwell. Tussen 1956 en 1959 was hij student aan het Cleveland Institute of Fine Art en kwam hij in contact met het abstract expressionisme van onder anderen Willem de Kooning, Jackson Pollock en Franz Kline.
Mangold behaalde een Bachelor of Fine Arts in 1961 aan de Yale University in New Haven. In datzelfde jaar trouwde hij met de kunstenares Sylvia Plimack. In 1962 trokken beiden naar New York waar hij in contact kwam met het werk van Piet Mondriaan. Dit werk overtuigde hem van de sterkte van de eenvoud. In 1963 behaalde Mangold een Master of Fine Arts in Yale.
Mangolds eerste tentoonstelling vond in 1964 plaats in de Thibaut Gallery in New York. In 1971 kreeg hij een solotentoonstelling in het Solomon R. Guggenheim Museum en volgde internationaal succes. 
Mangold geldt als een belangrijke vertegenwoordiger van de minimal art. Met meetkundige precisie onderzoekt hij de verhoudingen tussen vorm, lijn en kleur. Toch oogt zijn werk licht en speels en meer intuïtief van karakter dan de meeste minimalisten uit de jaren 60 en 70 van de 20e eeuw. Zijn gebruik van warme kleuren als oker en olijfgroen, in tegenstelling tot de koelere tinten van de minimalisten, bezorgt hem een aparte plaats in deze richting. 
Mangold's werk bevindt zich in talloze museumcollecties. In Nederland is zijn werk onder meer opgenomen in de collecties van het Stedelijk Museum in Amsterdam en het Bonnefantenmuseum in Maastricht. In deze musea kreeg hij drie solotentoonstellingen, in alle gevallen samengesteld door Alexander van Grevenstein: in 1982 in het Stedelijk en in 1988/89 en 1997 in het Bonnefanten.